# Port Mourant
Port Mourant is een dorp in regio 6 East-Berbice-Corentyne in Guyana. Dit plattelandsdorp is bekend geworden doordat hier Cheddi Jagan, een van de invloedrijkste politici in Guyana, werd geboren.
Van oorsprong is Port Mourant een suikerrietplantage. Aan de noordzijde grenst Port Mourant aan Rose Hall in Guyana. Verder grenst het dorp in het westen aan de Atlantische Oceaan, in het zuiden aan de plaats Letterkenny en in het oosten aan andere suikerrietplantages.
Port Mourant heeft een markt, een regionaal ziekenhuis, en een paardenrenbaan.

## Geboren
- Cheddi Jagan (1918-1997), president van Guyana

Corriverton · Kasjoe-eiland · Moleson Creek · New Amsterdam · Oreala · Port Mourant · Rose Hall · Sakuru · Wel te Vreeden